# Národní park Ruwenzori
Ruwenzori je národní park v Ugandě rozprostírající se přes stejnojmenné pohoří. V parku se nachází rozmanité rostlinstvo a množství jezer i vodopádů. Založen byl v roce 1991.
V roce 1994 byl park zařazen na seznam světového dědictví UNESCO, mezi lety 1999–2004 byl veden i na seznamu světového dědictví v ohrožení.